# 비포 더 플러드 (영화)
비포 더 플러드(Before the Flood)는 미국에서 제작된 피셔 스티븐스 감독의 2016년 다큐멘터리 영화이다. 레오나르도 디카프리오 등이 주연으로 출연하였다.
이 영화는 2016년 9월 토론토 국제 영화제에서 초연되었으며 10월 21일 극장 개봉한 이후 내셔널 지오그래픽에서 10월 30일 방영되었다.

## 출연

### 주연
- 레오나르도 디카프리오
- 엘론 머스크

## 제작진
- 책임프로듀서: 마틴 스코세이지

## 같이 보기
- 돈 룩 업